# Plateau médio-pacifique

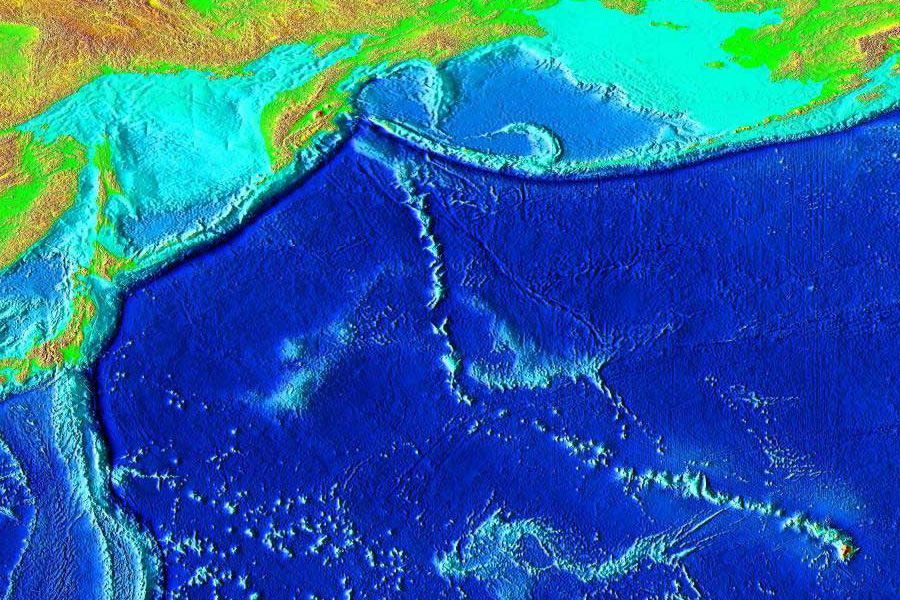
Carte bathymétrique de l'océan Pacifique.

Le plateau médio-pacifique (PMP, ou MPM pour l'anglais Mid-Pacific Mountains) est un grand plateau océanique situé au centre de l'océan Pacifique Nord et au sud de la chaîne sous-marine Hawaï-Empereur.

## Géographie
Le PMP s'élève jusqu'à 2 km au-dessus du plancher océanique environnant. Il comporte une cinquantaine de monts sous-marins, dont les guyots Allison, Horizon, Résolution (en) et Darwin (en). Les points les plus élevés de la chaîne sont situés au-dessus du niveau de la mer, notamment les îles Wake (États-Unis) et Minamitori (Japon).

## Géologie
D'origine volcanique et d'âge mésozoïque, le PMP est situé sur la partie la plus ancienne de la plaque pacifique. Il est recouvert de plusieurs couches d'épaisses séquences sédimentaires qui diffèrent de celles des autres plateaux du Pacifique Nord. Le fond océanique du PMP date du Jurassique et du Crétacé, ce qui en fait l'une des plus anciennes croûtes océaniques sur Terre.
Les laves des guyots du PMP ont des compositions semblables à celles de l'Islande et des îles Galápagos. Ils se sont probablement formés de la même manière, le long d'un rift ou à proximité. Au Crétacé ils forment de grandes îles tropicales (plus proches de l'équateur qu'aujourd'hui), et ils commencent à s'affaisser à la fin du Mésozoïque.
Le PMP s'est formé au début du Crétacé (vers −110 Ma) au-dessus d'un point chaud qui a élevé le fond océanique de la jeune plaque pacifique. Des récifs se sont développés sur les îles en cours d'affaissement, tandis que la reprise d'un volcanisme au Crétacé supérieur a permis à certaines des îles les plus orientales de se maintenir au-dessus du niveau de la mer, avant que les guyots ne s'enfoncent jusqu'à leur profondeur actuelle. Il a été suggéré que le PMP ait surplombé plusieurs points chauds — les guyots du PMP sont effectivement plus âgés à l'ouest qu'à l'est —, mais ils ne forment pas de chaînes linéaires pouvant être reliées à des points chauds connus. L'origine du PMP est sans doute liée au « superswell (en) » du Pacifique Sud.
La moitié ouest de la chaîne du point chaud de l'île de Pâques, un linéament qui comprend les îles de la Ligne et les Tuamotu, commence près de la partie orientale du PMP. Ce dernier s'est donc probablement formé sur la dorsale Pacifique-Farallon (en) et au-dessus du point chaud de Pâques, ou bien à l'emplacement actuel de la microplaque de Pâques.